# コップ

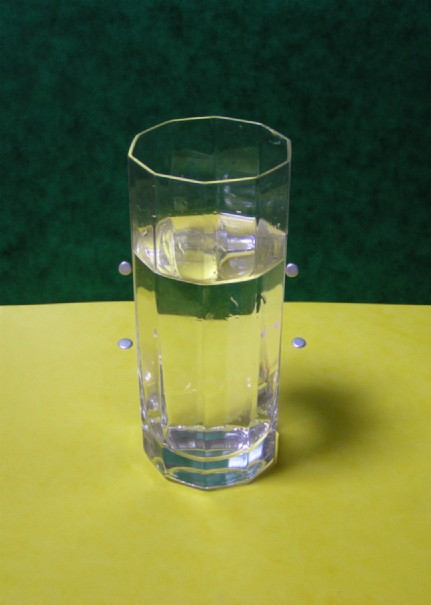
水が入ったガラスのコップ

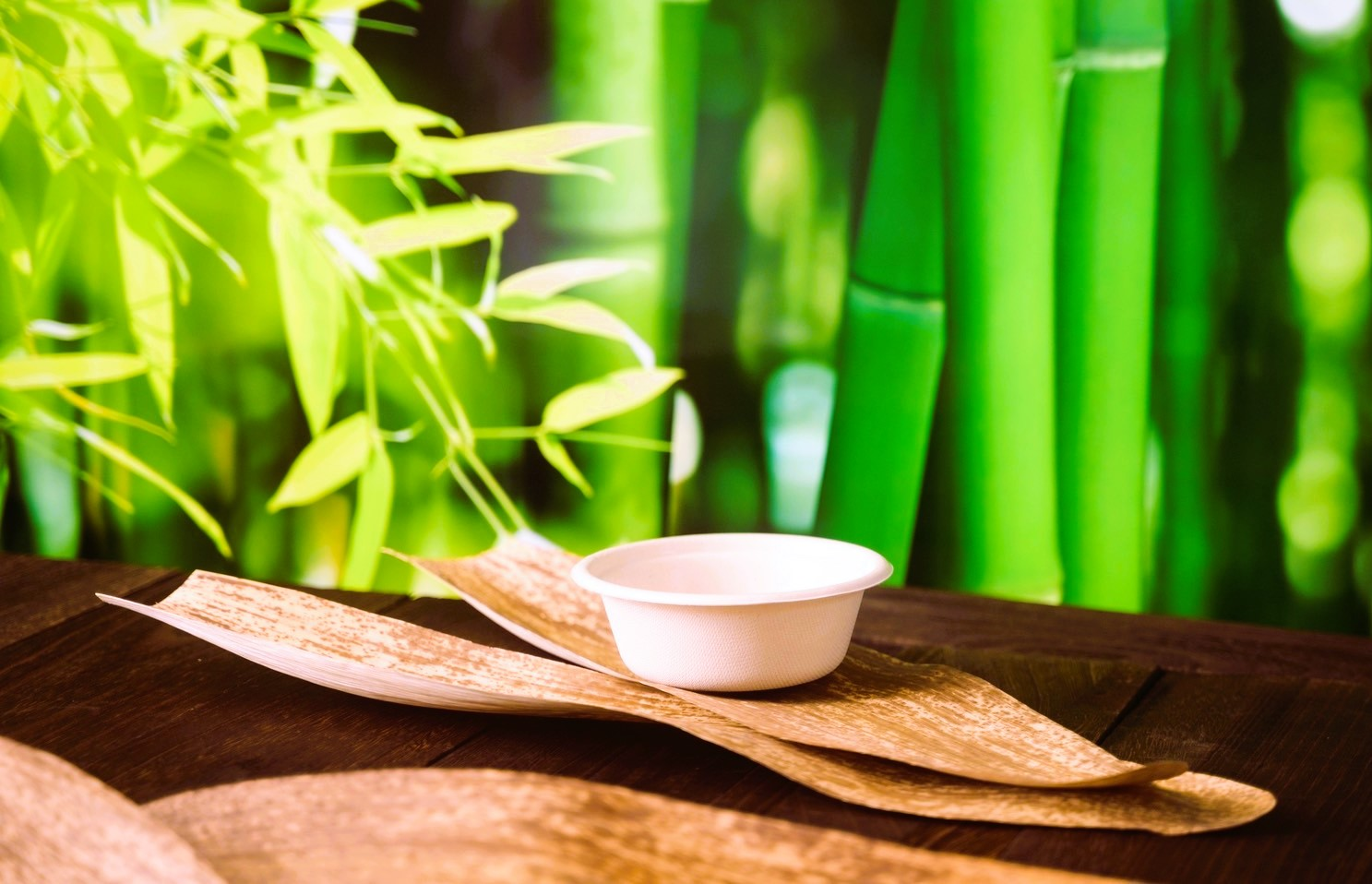
竹を素材としたモールド容器（ヨネヤマ製）。近年、自然素材の生態系へ悪影響を与える心配がなく紙よりも強度で勝るモールド容器が普及し始めた。

コップ（オランダ語: kop、ポルトガル語: copo）は、ガラス、プラスチック、紙などでできた、取っ手のついていない小さな容器。また飲用に用いる容器を総称してコップとする場合がある。

## 概要
通常、ガラス製でコップと呼ばれるものはシリンダー形のタンブラー（タンブラーグラス）を指す。このほかコップには紙製、プラスチック製、金属製のものなどがある。なお、素材に着目される場合、脚付きのものを含めてガラス製のものはグラス（glass）と呼ばれたり、陶器製で一般に取っ手付きのものはカップ（英語: cup、マグカップ、コーヒーカップなど）が用いられたりすることもあり種々の重複する呼び名がある。ワイングラスなど一定の形状を持ち特定の用途に用いられる容器を表すときはコップとは区別される。
一般にコップは、取っ手などがなく非常にシンプルな形状のため、汎用的に飲み物、特に水を飲む場合に利用される。これは、紙やガラスなどの素材と薄くシンプルな形状が、熱い飲み物を飲むことに向いていないためであり、お茶やコーヒーなどのホットドリンクを飲む場合には専用の茶碗湯飲みやコーヒーカップを用いることが多い。
また、飲み物を飲むための大型の容器は内容物が増えるのに伴い重量が増すため、取っ手のついたものが一般的である。それらの、より複雑な形状の容器はより狭義のコップと区別した場合、ジョッキなどと呼ばれ、生ビールを飲む場合によく使われる。
コップは調理の際の液体の計量にも用いられる。日本における「コップ1杯」は、200mlが標準である。他に100mL、125mL、150mL、180mLなどもある。通常、50mLごとに補助目盛りがついている。
材質はガラス、陶器が主流で、紙コップなど使い捨ての素材も多く出回っているが、さらに近年では、自然素材の生態系へ悪影響を与える心配がなく紙よりも強度で勝るモールド容器が普及し始めた

## 歴史
コップが有史以前から使われていたことは確実で、世界中の遺跡からも痕跡が発見されている。先史時代のコップは、貝殻や、石をくり抜いて作られたものなどだった。
古代メソポタミアではコップは様々な目的で製作され、酒の運搬や飲用などに用いられていたものと見られている。
ローマ帝国ではヨーロッパ全土でコップを使用していた証拠が残されており、ウェールズの銀製のコップや、古代トラキアのリュクルゴスの聖杯などが有名である。イングランドでは数千年前からの古いコップが見つかっており、約3,700年前に作られたリラトン・ゴールド・カップなどがある。アメリカ大陸ではヨーロッパ人の上陸よりも数世紀前からコップが使われていた。メキシコ湾一帯ではネイティブアメリカンがダイオウイトマキボラという巻き貝を飲用など様々な目的でコップとして使用していた。

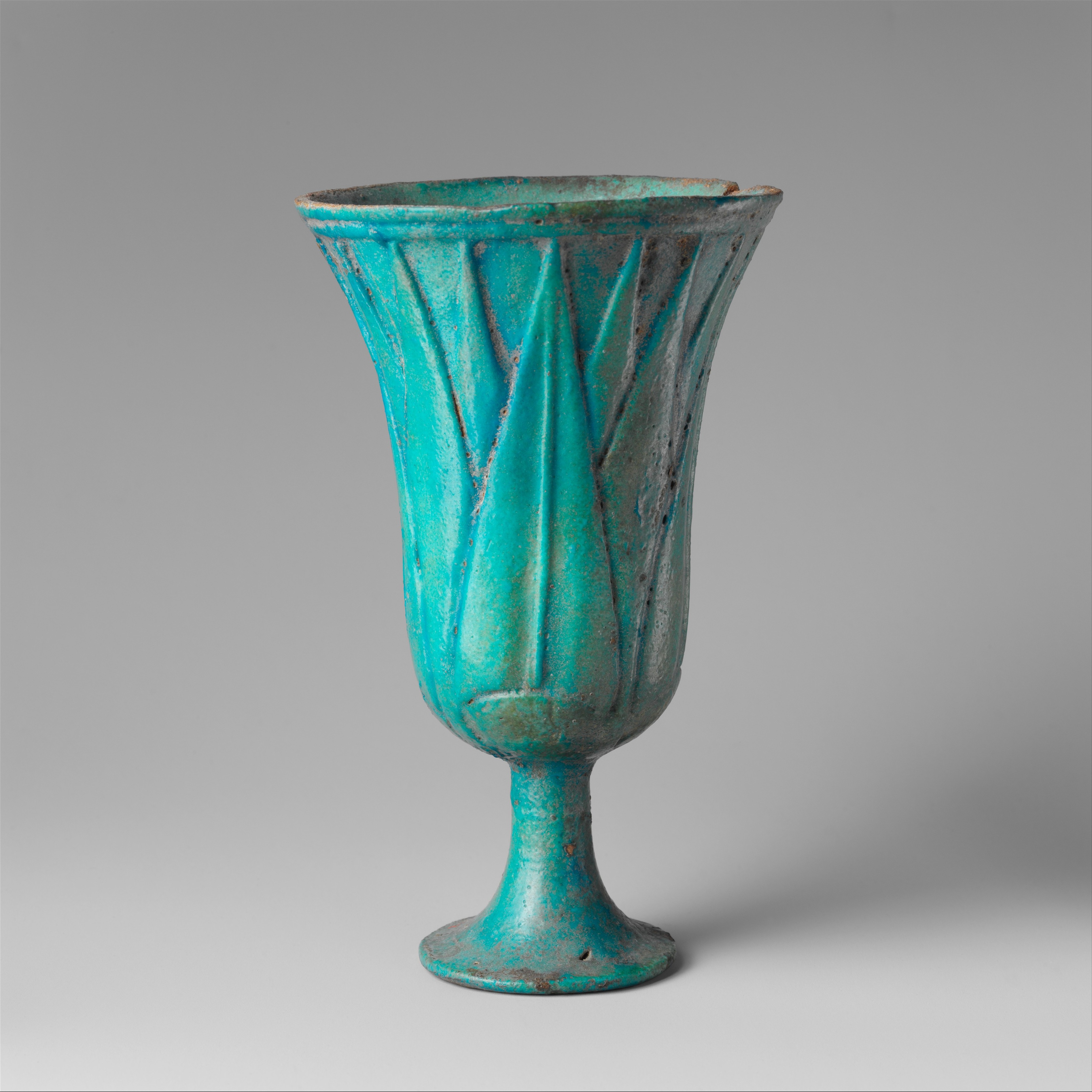
古代エジプトのロティフォームカップ、紀元前1295-1185年、ファイアンス、高さ15cm、直径9.1cm、メトロポリタン美術館蔵
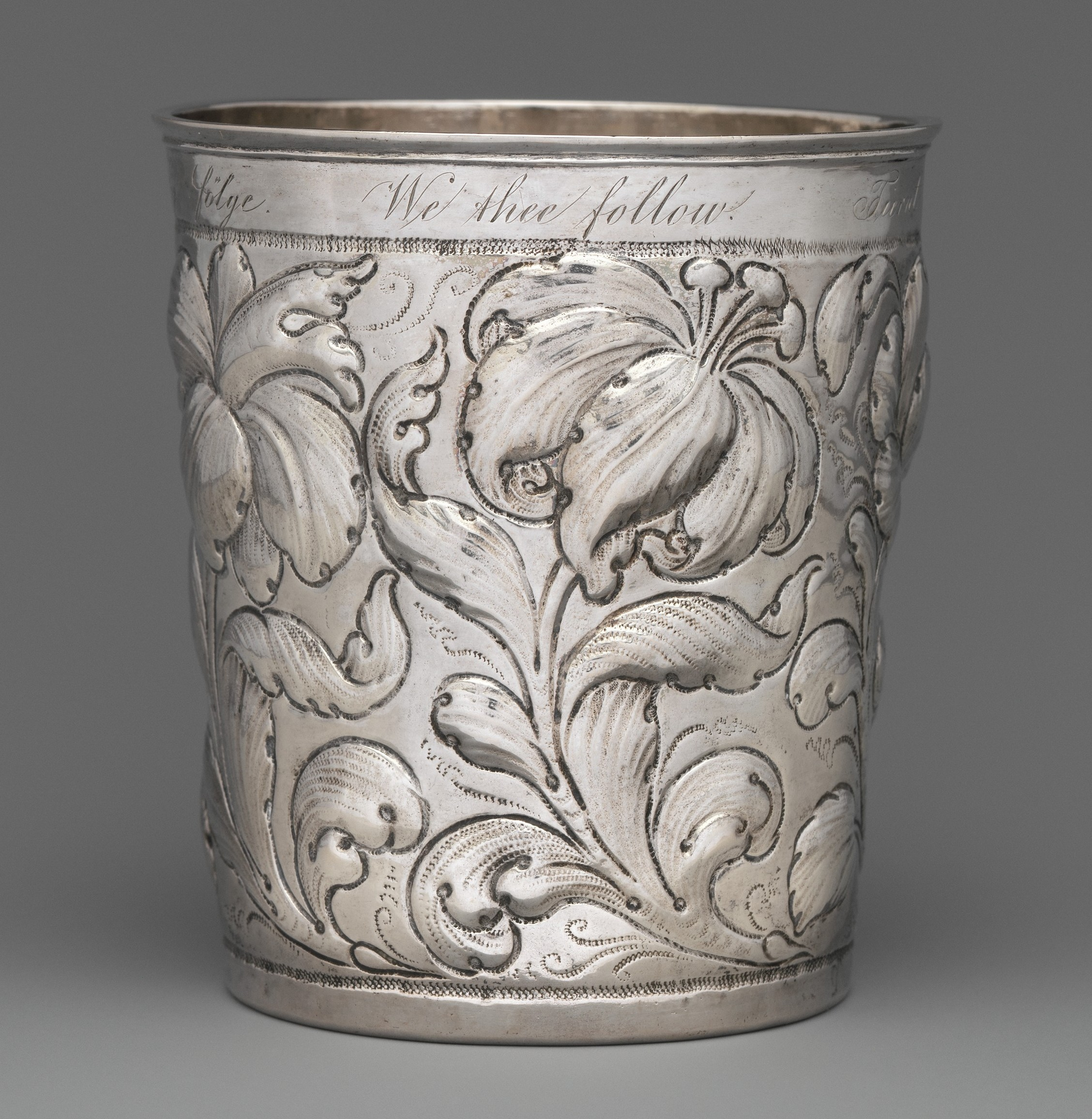
銀製のビーカー、ノルウェーの可能性、17世紀後半、銀製、9.2×8.3cm、メトロポリタン美術館蔵
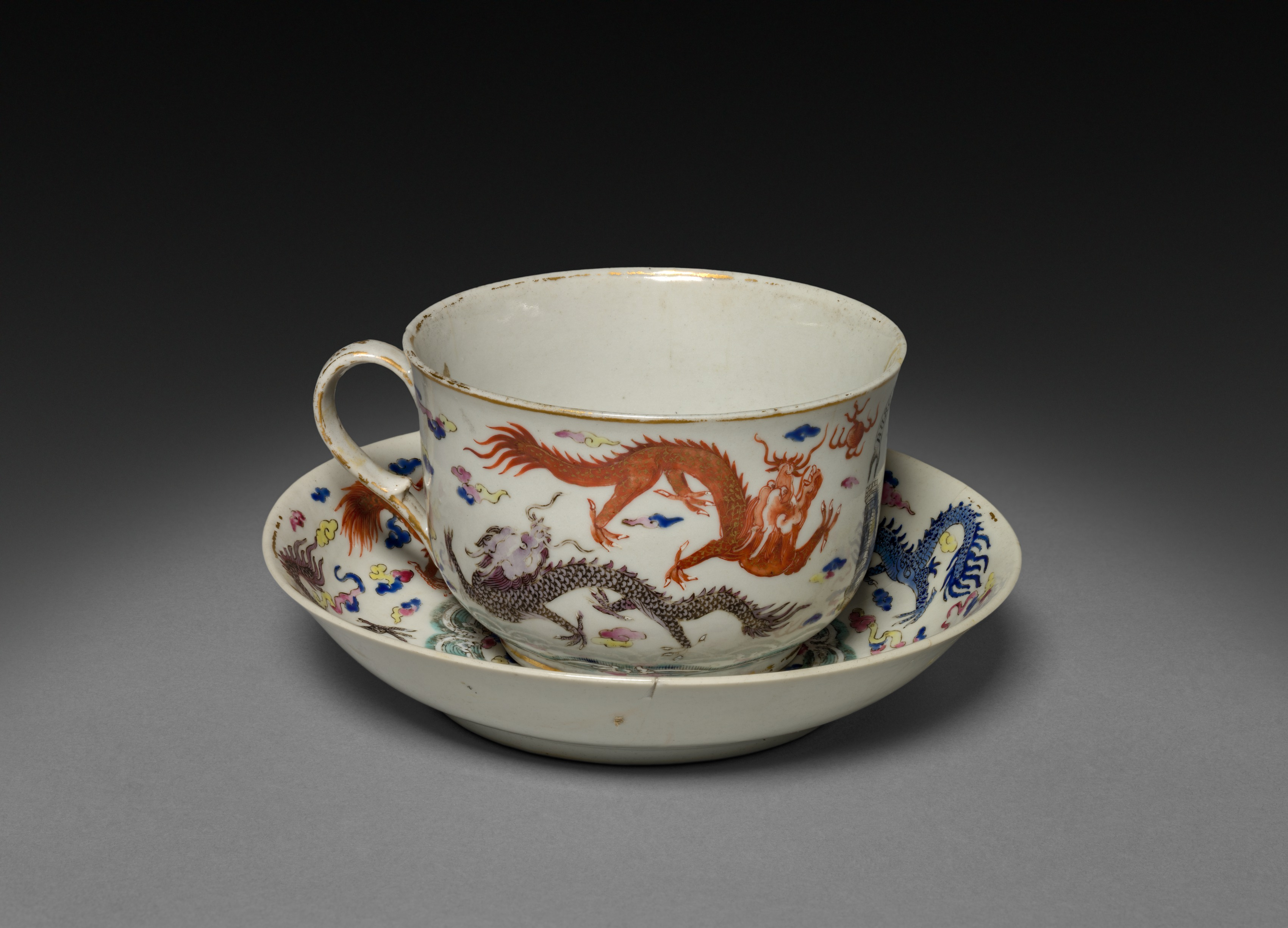
中国製カップ＆ソーサー、1745年、磁器、直径10.2cm、クリーブランド美術館蔵
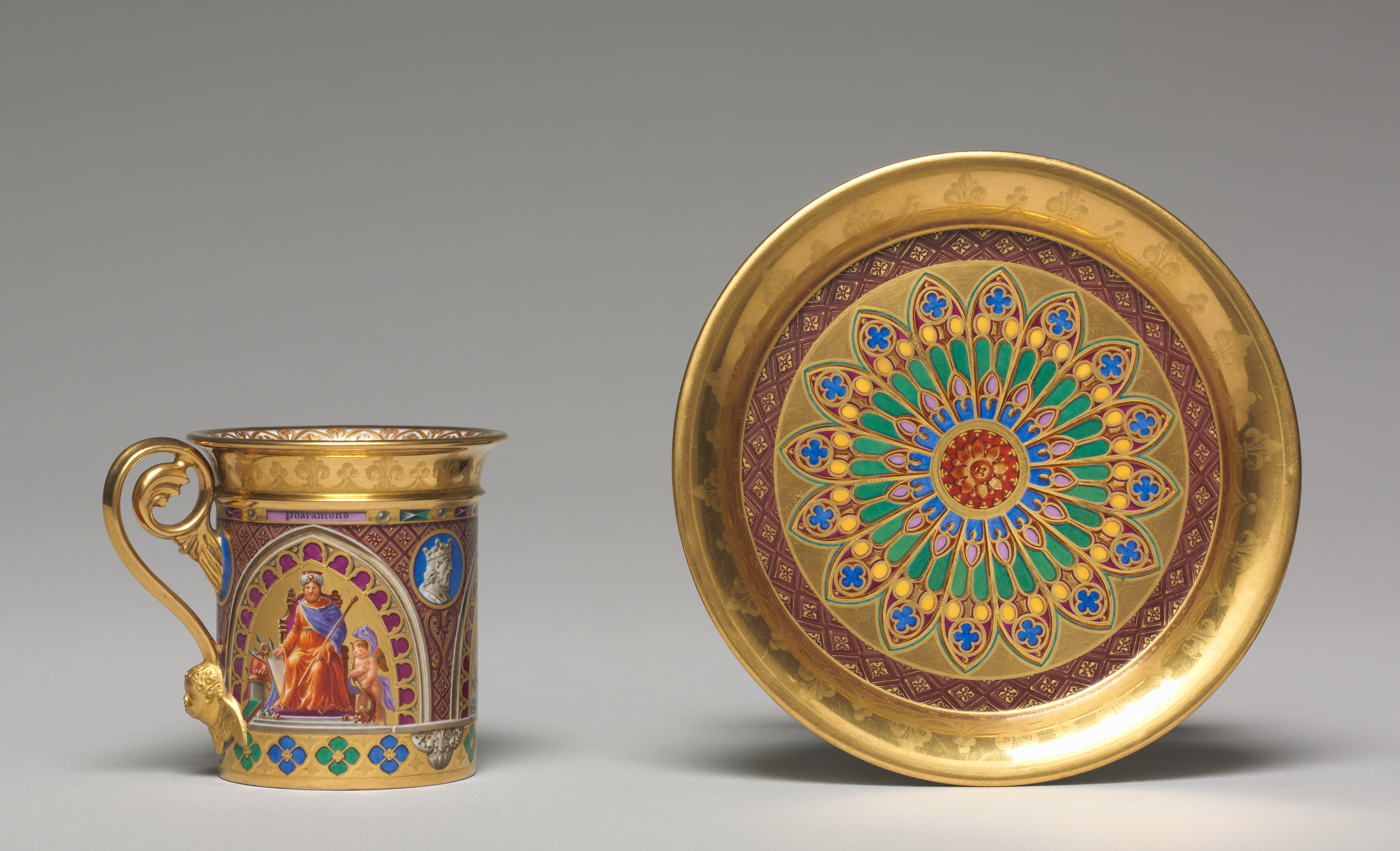
ゴシック・リバイバル様式の装飾と模様が施されたセーヴルのカップ＆ソーサー、1827年、磁器、8.2x10cm、クリーブランド美術館蔵
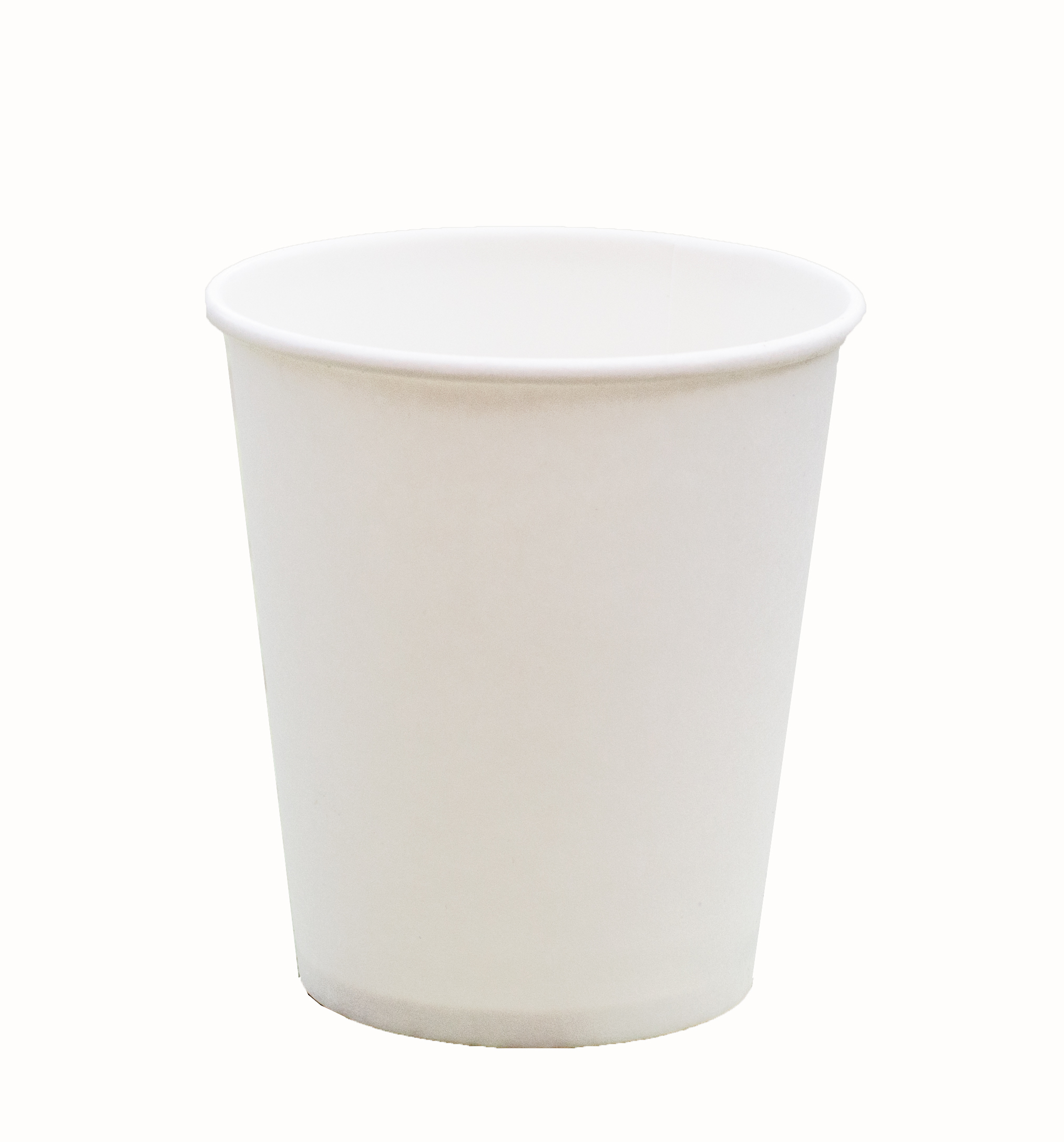
現代の一般的な使い捨て紙コップ

## 日本におけるコップ
歴史的にコップが日本に伝わったのは、江戸時代で、ギヤマンやビードロなどのガラス製品とともに伝わったため、英語を語源とするカップではなくオランダ語を語源とするコップと表現される。古くから日本に伝わっていたため、江戸時代を経て外国との交流のあった長崎などを中心に各地の工芸品に見ることができる。

## 素材による分類

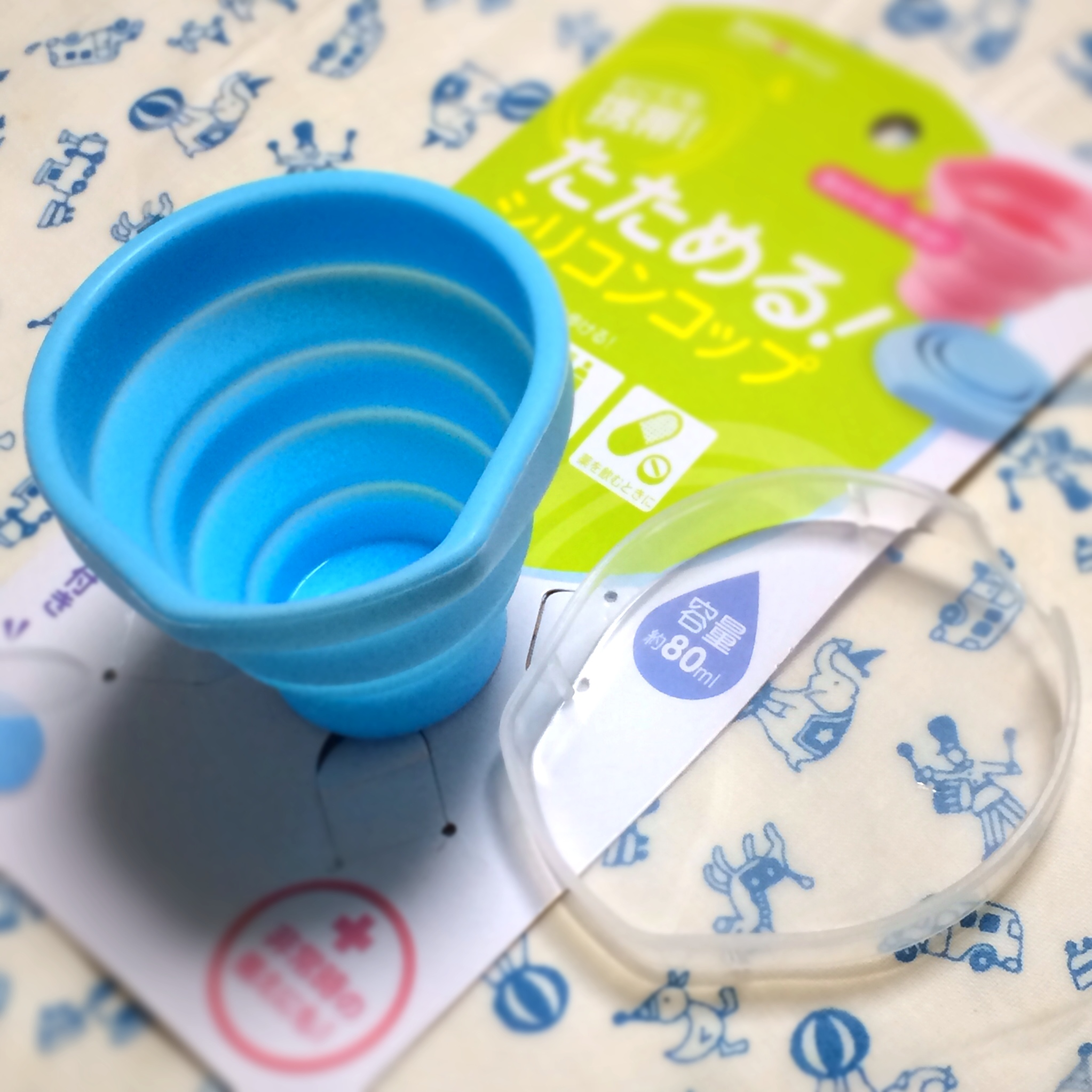
シリコン製の携帯用

### ガラスコップ（グラス）
ガラスコップ（グラス）はガラス製の最も一般的なコップである。先述のように一般にガラス製のコップはシリンダー形のタンブラー（タンブラーグラス）のことを指す。決して廉価ではないが質感がよく、耐久性があるので何回も繰り返し使われる。
ガラスは一般的に衝撃や熱に弱く割れやすいが、それらで割れにくくした強化ガラスや耐熱ガラスのグラスも存在する。ただし強化ガラス製のグラスは傷などによって破裂し、歯が折れるというような事件も起きているため注意が必要となる。
なお、びん状の水差しの口の部分に蓋と兼用のコップをかぶせたものは冠水瓶という。

#### 割れないグラス
割れないグラスはグラスのような透明感を持ちながらガラスではなく代替素材を使ったものとなっている。ガラスの代替素材にはコポリエステル樹脂（トライタン）やシリコーンなどが存在する。
この割れないグラスはサイゼリヤなどの飲食店でも採用され、100円ショップでも安価なものが登場し、広まってきている。

### 紙コップ
紙製のコップ。紙コップやペーパーカップともいい、廉価で製作できるが耐久性が低く、使い捨てのものとしてよく扱われる。ファーストフード店などでテイクアウトの容器としてもよく使われる。手付タイプ（取っ手を紙コップの本体に付けたもの）や蓋付タイプの製品もある。業務用は、紙コップを収納するためのカップディスペンサーやカップホルダーなどの器具に収められることが多い。なお、紙コップを装着して用いる取っ手付きホルダーもカップホルダーと呼ばれることがある。

#### 折りたたみ式の紙コップ
かつて、国鉄設計の新幹線・寝台列車などの優等列車においては、洗面台の近くに冷水機があり、折りたたみ式の紙コップが備え付けられていた 。長距離列車自体の減少、駅内外のコンビニエンスストアや飲料自動販売機などの充実、ペットボトル飲料の普及により、列車内の設備としては風前の灯火である。
しかしながら近年、1回使い切りである衛生性・円筒形紙コップをはるかに凌ぐ収納性の高さなどの利点が見直され、教育機関や事業所の洗面所などにうがい薬と並べて配置されるなど、再度拡販されている。

### クリアカップ
薄手で透明（半透明）のカップはクリアカップまたはプラスチックカップといい、廉価で製作できるが耐久性が低く、紙コップ同様使い捨てのものとしてよく扱われる。蓋付タイプの製品もある。紙コップと同様に、業務用に使われる場合には収納用のカップディスペンサーやカップホルダーなどの器具に収められることが多い。厚手のものは陶製と比べて質感は劣るものの軽く割れにくく、耐久性もある。
使い捨てのものの中にはインサートカップと呼ばれるタイプのものもあり、これは専用のプラスチック製コップ（インサートカップ）に取っ手と脚の付いた本体部分（インサートカップホルダー）を装着して用いるようにしたもので、容器部分のみを取り替えることができるようにしたものである（このインサートカップ用のホルダーもカップホルダーと呼ばれることがある）。
フランスでは、地球温暖化対策の一環として、使い捨てのプラスチック製コップなどを規制する法律が2020年までに施行する予定となっている。また、欧州連合としてもゴミ対策の一環として規制案が議論されている。

### メタルカップ
金属製のカップ。煮沸消毒が可能、かつ衝撃に強い特徴から、ステンレス鋼のもの（ステンレスコップ）が歯科などの医療用やアウトドア用品として使われてきた。熱を伝えやすい性質から特に熱い飲み物には適していないが、2層構造を取り内部を空洞にすることで断熱効果を持たせ、この欠点をカバーした製品もある。

## 食器以外の用途

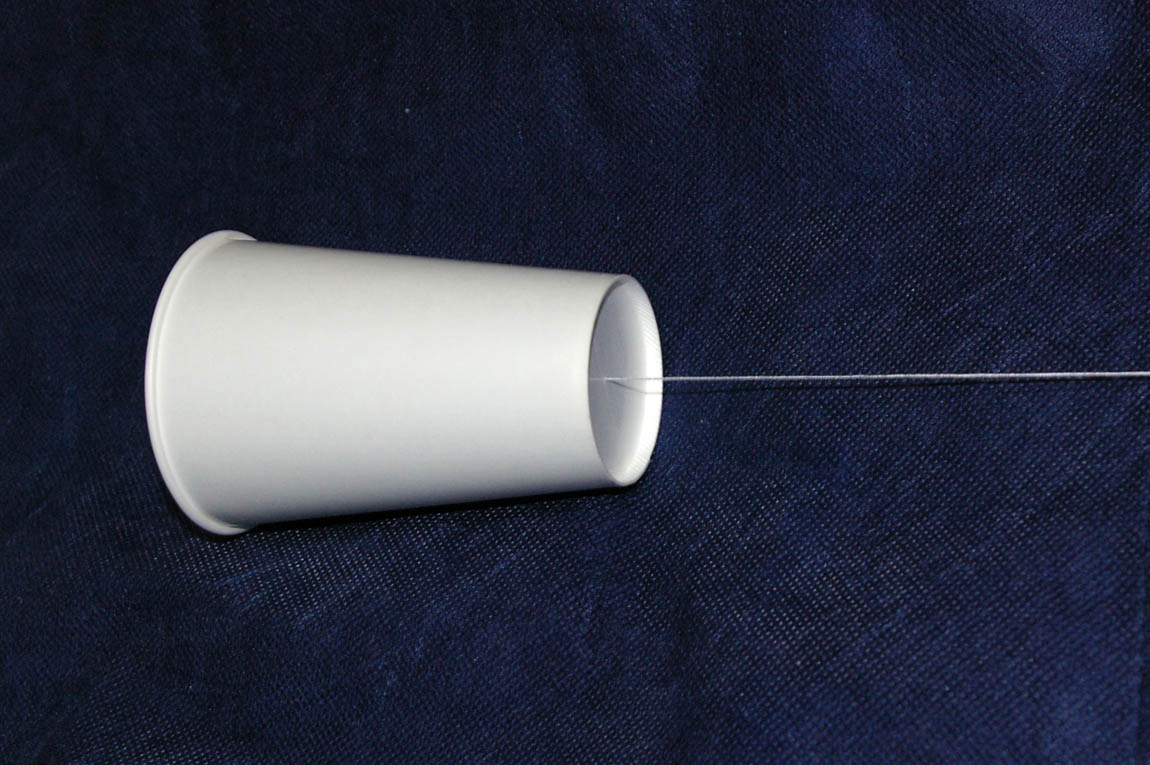
糸電話

- コップは身近な容器であるため、子供向けの即席実験などに用いられることが多い。例えば、複数のガラスコップ（またはグラス）と水を用いた楽器製作は大人が試みても興味深い。コップに入れる水量を調整することで音程を合わせた後、細い木の棒で軽く叩くと即席の楽器として利用できる。このとき、コップの肉厚が薄いほど良い音がする。さらに、コップのふちを指でこするように動かすと、叩いたときとは違う音色が響く。→グラス・ハープ

- 紙コップは糸電話の製作に欠かせない。コップの底が太鼓の皮のように振動することで、音波を効率よく糸の振動に変換できるからである。

- コップは大気圧の存在を示す実験にも使われている。ガラス製のコップに水を満たし、はがきを載せ、そのまま逆さまにする。水はこぼれない。結果の意外性もあり、デモとして適している。大気圧が下方向だけでなく、あらゆる方向に対してかかっていることを示す実験としても優れている。

- 紙製やプラスチック製のものは尿検査などにも用いられる。